# Massimo Bacigalupo

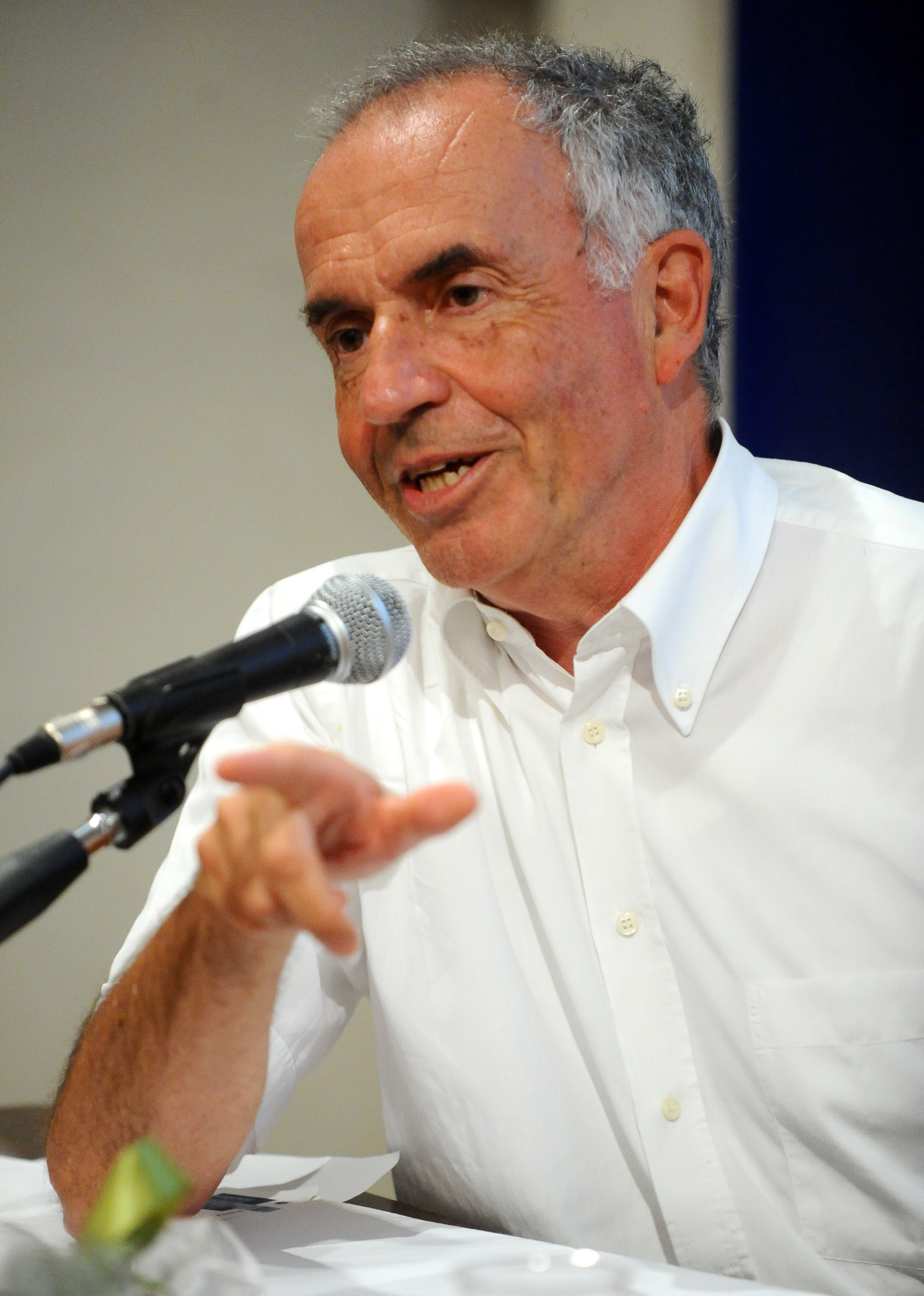
Massimo Bacigalupo

Massimo Bacigalupo (Rapallo, 1947) è un critico letterario, anglista e regista italiano. È professore emerito di letteratura angloamericana dell'Università di Genova e membro effettivo dell'Accademia Ligure di Scienze e Lettere.

## Biografia
Massimo Bacigalupo iniziò a fare film fin da bambino, grazie alla passione per quest'arte trasmessagli dal padre, che allora girava con la cinepresa amatoriale Pathé Baby. Già da adolescente iniziò a partecipare ai concorsi cinematografici spesso organizzati dai circuiti dei Cine Club con produzioni di stampo documentaristico ed amatoriale su piccolo formato come l'8 mm, ma fu solo in seguito che, grazie all'amicizia con Ezra Pound, conobbe il cinema underground del New American Cinema Group, che divenne un punto fondamentale nella sua formazione.

### Anni '60 e '70: Massimo Bacigalupo e la CCI
Esordisce nel cortometraggio nel 1966 con Quasi una tangente, grazie al quale si aggiudica il primo premio al festival di Montecatini e alcuni riconoscimenti in festival minori. Seguono una serie di film, quali 60 metri per il 31 marzo (1968), The last summer (1969), Migrazione (1970), dove la sperimentazione sul flusso di coscienza dà luogo a fantasmagorie audiovisive, talvolta ispirate a viaggi e incontri con culture altre (come quella indiana e quella nordamericana). Nel 1967 partecipa a Roma alla fondazione della Cooperativa Cinema Indipendente, gruppo di film-maker che intendono rinnovare forme, contenuti e modi di distribuzione, proiettando le loro opere in cineclub, associazioni, gallerie, musei, sul modello della Film-Makers' Cooperative di New York. La Cooperativa, di cui fanno parte fra gli altri Adamo Vergine, Pia Epremian, Tonino De Bernardi,  Gianfranco Brebbia, Alfredo Leonardi, Piero Bargellini, Guido Lombardi, Luca Patella e Gianfranco Baruchello, opera fino intorno al 1975, producendo fra l'altro il cortometraggio "collettivo" Tutto tutto nello stesso istante. Bacigalupo affianca alla realizzazione di film interventi critici sul cinema underground per le riviste "Filmcritica", "Bianco & Nero" e la newyorkese "Film Culture". Durante un soggiorno di studio negli Stati Uniti, termina il cortometraggio Warming Up (1974) e lo presenta in prima visione presso gli Anthology Film Archives diretti da Jonas Mekas. Dopo il 1975, quando realizza Cartoline dall'America, ha prodotto numerosi video che documentano momenti e figure di amici artisti e non (Flavio Costantini, Giovanni Giudici, Rolando Monti, Sheri Martinelli, Guido Fink, Gregory Markopoulos ecc.).

### Attività successive
Docente universitario di letteratura inglese e americana prima a Catania, poi a Udine e infine a Genova, si è dedicato a una serie di studi e traduzioni di autori statunitensi e britannici, quali Ezra Pound, Emily Dickinson, William Butler Yeats, Herman Melville, Wallace Stevens, James Laughlin, divenendo una figura di rilievo nel panorama accademico-letterario italiano (tra le opere L'ultimo Pound, 1981, Premio Viareggio Opera Prima 1982, Grotta Byron. Luoghi e libri, 2001, Angloliguria. Da Byron a Hemingway, 2017). Nel 1992 ha ottenuto il Premio Monselice per la traduzione letteraria per Il preludio di William Wordsworth e nel 2001 il Premio Nazionale di Traduzione. È stato presidente dal 2001 al 2004 dell'AISNA (Associazione Italiana di Studi Nord Americani). 
Nel 2010 il 28º Torino Film Festival gli ha dedicato una retrospettiva mentre la GAM di Torino ospitava la mostra "Apparizioni: Immagini e testi dall'archivio di Massimo Bacigalupo".

## Filmografia[14]
- 1965 - Lilan
- 1966 - Quasi una tangente
- 1967 - Ezra Pound in Venice[15]
- 1968 - 60 metri per il 31 marzo[16]
- 1969 - The last summer
- 1970 - Migrazione
- 1973 - Warming Up
- 1975 - Cartoline dall'America
- 1975 - Into the House[17]
- 1987 - Don Perrygrove Enjoys the Italian Riviera (video)[18]
- 1988 - Guido Fink and Friends (video)[19]
- 2020 - Ricercar 1973-2020[20]

## Opere

### Saggi
- The formed trace: the later poetry of Ezra Pound, New York, Columbia university press, 1980.
- L'ultimo Pound, Roma, Edizioni di Storia e Letteratura, 1981.
- Ezra Pound. Un poeta a Rapallo, Genova, Edizioni San Marco dei Giustiniani, 1985. ISBN 978-88-7494-2800
- Sui primi poeti del Novecento: la generazione degli anni Ottanta, Roma, Bulzoni, 1995.
- Grotta Byron: luoghi e libri, Pasian di Prato, Campanotto, 2001, ISBN 88-456-0267-2.
- Angloliguria. Da Byron a Hemingway. Figure e scritture di '800 e '900 fra America, Inghilterra e Liguria, con uno scritto di Michel David, Genova, Il Canneto, 2017, ISBN 978-88-99567-34-7.
- Ezra Pound, Italy, and the Cantos, Clemson, Clemson University Press, 2020, ISBN 9781949979008.[21]
- Emily Dickinson. La mia vita se ne stava - un fucile carico, Modena, Mucchi, 2021, ISBN 978-88-7000-899-9.
- Ezra Pound: un mondo di poesia, Milano, Ares, 2022, ISBN 978-88-929-8197-3.
- Bloomsdays: in cammino con Joyce & Company, Ostuni, Calamospecchia, 2023, ISBN 978-88-94641-76-9.

### Curatele
- Massimo Bacigalupo (a cura di), Il film sperimentale, numero monografico di "Bianco e Nero", 5-8, 1974
- Massimo Bacigalupo (a cura di), Ezra Pound, un poeta a Rapallo, Genova, Edizioni San Marco dei Giustiniani, 1985.
- Massimo Bacigalupo (a cura di), Herman Melville, Opere, 2 volumi, MIlano, Mondadori, 1991.
- Massimo Bacigalupo (a cura di), William Wordsworth, Il preludio, Milano, Mondadori, 1990.[22]
- Massimo Bacigalupo (a cura di), Samuel Taylor Coleridge, La rima del vecchio marinaio, Nella traduzione di Giovanni Giudici, Milano, SE, 2011
- Massimo Bacigalupo (a cura di), Wallace Stevens, Tutte le poesie, Milano, Mondadori, 2015.
- Mary de Rachewiltz, "Processo in verso. Tutte le poesie italiane" (a cura di M. Bacigalupo), Bertoni Ed., 2024